# 红果菝葜
红果菝葜（学名：Smilax polycolea），为百合科菝葜属下的一个植物种。